# Gabriela Roel
Gabriela Roel (ur. 13 grudnia 1959) – meksykańska aktorka filmowa i teatralna, grająca również w telenowelach.

## Wybrana filmografia
- 2014: Twoja na zawsze jako Eufrasia Pérez (szalona matka Chuya)
- 1988: El Dorado jako Inés

## Nagrody i nominacje
| Rok  | Nagroda                                           | Kategoria                                 | Rola                           | Wynik     |
| ---- | ------------------------------------------------- | ----------------------------------------- | ------------------------------ | --------- |
| 1987 | Ariel                                             | Najlepsza aktorka                         | Amor a la vuelta de la esquina | Nominacja |
| 1991 | Ariel                                             | Najlepsza aktorka                         | Pueblo de madera               | Nominacja |
| 1995 | El Heraldo de México                              | Najlepsze objawienie                      | En medio de la nada            | Nominacja |
| 2008 | Nagroda Asociación de Periodistas Teatrales (ATP) | Aktorka w monologu, Nagroda Marii Douglas | Kahlo, viva la vida            | Wygrana   |